# SP Tableware/Saison 2013
Dieser Artikel listet Erfolge und Fahrer des Radsportteams SP Tableware in der Saison 2013 auf.

## Erfolge in der UCI Africa Tour
In den Rennen der Saison 2013 der UCI Africa Tour gelangen die nachstehenden Erfolge.
| Datum        | Rennen                       | Kat. | Fahrer             |
| ------------ | ---------------------------- | ---- | ------------------ |
| 15. März     | 5. Etappe Tour d’Algérie     | 2.2  | Víctor de la Parte |
| 11.–15. März | Gesamtwertung Tour d’Algérie | 2.2  | Víctor de la Parte |
| 20. März     | 3. Etappe Tour de Tipaza     | 2.2  | Georgios Karatzios |

## Erfolge in der UCI Europe Tour
In den Rennen der Saison 2013 der UCI Europe Tour gelangen die nachstehenden Erfolge.
| Datum   | Rennen                          | Kat. | Fahrer           |
| ------- | ------------------------------- | ---- | ---------------- |
| 9. Mai  | 4. Etappe Five Rings of Moscow  | 2.2  | Joaquín Sobrino  |
| 2. Juli | 2. Etappe Romanian Cycling Tour | 2.2  | Georgios Bouglas |
| 5. Juli | 5. Etappe Romanian Cycling Tour | 2.2  | Georgios Bouglas |

## Zugänge – Abgänge
| Zugänge              | Team 2012               | Abgänge             | Team 2013         |
| -------------------- | ----------------------- | ------------------- | ----------------- |
| Apostolos Bouglas    | Gios-Deyser Leon Kastro | Ioannis Tamouridis  | Euskaltel Euskadi |
| Georgios Bouglas     | Gios-Deyser Leon Kastro | Artjom Toptschanjuk | Amore & Vita      |
| Petrus van Dijk      | Jamis-Sutter Home       |                     |                   |
| Panagiotis Chatzakis | SP Tableware (2011)     |                     |                   |

## Mannschaft
| Name                            | Geburtstag        | Nationalität |
| ------------------------------- | ----------------- | ------------ |
| Apostolos Bouglas               | 16. März 1989     | Griechenland |
| Georgios Bouglas                | 17. November 1990 | Griechenland |
| Panagiotis Chatzakis            | 23. März 1992     | Griechenland |
| Petrus van Dijk                 | 10. März 1986     | Niederlande  |
| Periklis Ilias                  | 26. Juni 1986     | Griechenland |
| Georgios Karatzios              | 7. November 1990  | Griechenland |
| Víctor de la Parte              | 22. Juni 1986     | Spanien      |
| Dimitris Polydoropoulos         | 31. März 1989     | Griechenland |
| Neofytos Sakellaridis-Magkouras | 31. Januar 1989   | Griechenland |
| Vasileios Simantirakis          | 1. März 1989      | Griechenland |
| Joaquín Sobrino                 | 29. Juni 1982     | Spanien      |